# 阿蒙库尔
阿蒙库尔（法語：Amoncourt，法語發音：[amɔ̃kuʁ]）是法国上索恩省的一个市镇，属于沃苏勒区。

## 地理
阿蒙库尔（47°44'10"N, 6°3'47"E）面积4.04 平方千米，位于法国勃艮第-弗朗什-孔泰大區上索恩省，该省份为法国东部内陆省份，北起顺时针与孚日省、贝尔福地区省、杜省、汝拉省、科多尔省和上马恩省接壤。
与阿蒙库尔接壤的市镇（或旧市镇、城区）包括：弗勒雷莱法韦尔内、孔夫朗代。

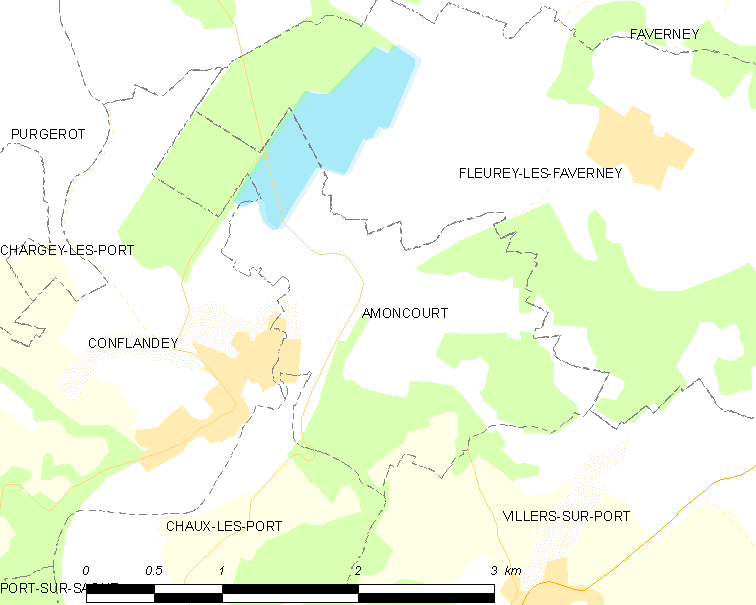
阿蒙库尔的OSM定位图

阿蒙库尔的时区为UTC+01:00、UTC+02:00（夏令时）。

## 行政
阿蒙库尔的邮政编码为70170，INSEE市镇编码为70015。

## 政治
阿蒙库尔所属的省级选区为索恩港县。

## 人口

1962-2008年间阿蒙库尔人口变化图示

阿蒙库尔于2022年1月1日时的人口数量为268人。